# IC 1075
IC 1075 ist eine Balken-Spiralgalaxie vom Hubble-Typ SBb im Sternbild Bärenhüter am Nordsternhimmel. Sie ist schätzungsweise 275 Millionen Lichtjahre von der Milchstraße entfernt.
Das Objekt wurde am 22. April 1889 von Lewis Swift entdeckt.